# 肉碱
肉碱 (carnitine)，或音譯卡尼丁，是一種類氨基酸，屬於季銨陽離子複合物，可以透過生物合成方法從赖氨酸及甲硫氨酸兩種氨基酸合成產生。肉碱存在有兩個立体异构：包括有生物活躍的L-肉碱，以及其非生物活躍的對映異構體D-肉碱。以化學方式合成，同時存在L和D兩種肉碱的化合物，則一般以「DL-肉碱」的形式標示。在中國，L-肉碱有一個更常見的商品名稱：左式肉碱或左旋肉碱。
左式肉碱最初是以黄粉虫的生长因子而被發現，當時曾被命名為「維生素Bt」。在生物的細胞裡，當脂肪新陳代謝產生能量時，左式肉碱是把脂肪酸從胞質溶膠運送到線粒體內所必需的，以防止脂肪酸積聚在細胞內。在世界各地，左式肉碱經常都被包裝成為營養補充劑而售賣，並聲稱能夠幫助燃燒脂肪，幫助減肥。

## 在脂肪酸代谢过程中的作用

肉碱穿梭机制。

左式肉碱是脂肪代谢过程中的一种关键的物质，能够促进脂肪酸进入线粒体氧化分解。可以说肉碱是转运脂肪酸的载体。 目前人们已把肉碱应用于大众减肥、竞技运动员减脂抗疲劳，另外有報導指這種講法並未有科學根據。

## 是否真的有效
美国普度大学食品工程博士、美国食品技术协会高级会员王泽斌：
“左旋肉碱减肥的方法是靠不住的，这在学术界没什么好争议的。”
“肉碱是一种氨基酸的衍生物，在细胞内广泛存在。它有不同的结构，‘左旋’是生物体中存在的结构，也是有生物活性的结构。左旋肉碱的作用，就是把长链的脂肪酸运送到线粒体里，在那里‘燃烧’产生能量。另一方面，又把细胞内产生的有毒物质运走。所以，在能量需求高的动物组织里，左旋肉碱的含量就比较高，比如肌肉、心脏等。”
“左旋肉碱的作用，就是把脂肪酸从线粒体内膜移动到基质之中，在那里脂肪酸‘燃烧’产生能量。因此它的功能是帮助脂肪代谢。所以补充它来帮助‘燃烧脂肪’就成了它能减肥的‘理论基础’。这样的推论本身也不离谱，但是人体毕竟是一个很复杂的整体，左旋肉碱服用后经历了怎样的消化过程我们还不得而知，外服左旋肉碱产品是否有效还需要实验来验证。”
“将左旋肉碱作为减肥用品销售，推销的是一个减肥的构想，而不是有根有据的事实。”
“美国国家卫生研究所（NIH）的膳食补充剂办公室针对左旋肉碱做了全面的总结，这份综述提到了关于左旋肉碱各种功能的研究，但是都没有提到减肥。” （页面存档备份，存于）

## 是否真的无副作用
中国农业大学食品营养与安全系主任何计国：
“既然母乳中就含有，人体是可以自身合成这一物质的，那还有没有必要去补充摄入呢？左旋肉碱有适宜人群和服用禁忌，一般是能量消耗较大的运动员可以补充摄入，正常人群缺乏左旋肉碱的情况不太容易发生。左旋肉碱的副作用比较常见的是造成胃肠道的紊乱。肝病、肾病患者要谨慎服用左旋肉碱，因为它会促进脂肪的代谢，可能会加大肾脏和肝脏的负担。” （页面存档备份，存于）

## 延伸閱讀
以下是本文主題之二次文獻。
- Bremer, J. . Physiol. Rev. 1983, 63 (4): 1420–1480  [22 January 2016]. PMID 6361812. （原始内容存档于2017-11-16）.
- Stanley, Charles A.; Bennett, Michael J.; Longo, Nicolo. . Scriver, C.W.; Beaudet, A.L.; Sly, W.S.; Valle, D.  (编).  8th. New York, NY, USA: McGraw Hill. 2000  [22 January 2016]. ISBN 0-07-913035-6. doi:10.1036/ommbid.297. （原始内容存档于2016-01-29）.
- Steiber A., J. Kerner & C. Hoppel. . Mol. Aspects Med. 2004, 25 (5–6): 455–73  [22 January 2016]. PMID 15363636. doi:10.1016/j.mam.2004.06.006. （原始内容存档于2020-05-10）.
- Marcovina, S. M.; Sirtori, C.; Peracino, A.; Gheorghiade, M.; Borum, P.; Remuzzi, G.; Ardehali, H. . Translational Research. 2013, 161 (2): 73–84. PMC 3590819 . PMID 23138103. doi:10.1016/j.trsl.2012.10.006.
- Johri, A.M., D.K. Heyland, M.F. Hétu, B. Crawford & J.D. Spence. . Nutr. Metab. Cardiovasc. Dis. 2014, 24 (8, Aug.): 808–814  [22 January 2016]. doi:10.1016/j.numecd.2014.03.007. （原始内容 (print, online review)存档于2020-07-10）.
- Dambrova, M. & E. Liepinsh. . Exp. Clin. Endocrinol. Diabetes. 2015, 123 (2, Feb.): 95–100  [22 January 2016]. doi:10.1055/s-0034-1390481. （原始内容 (print, online review)存档于2017-03-05）.
- Brown, J. Mark & Stanley L. Hazen.  (book chapter, review). Annu. Rev Med. 2015, 66: 343–359  [22 January 2016]. PMC 4456003 . PMID 25587655. doi:10.1146/annurev-med-060513-093205.

## 外部連結
- Molecule of the Month （页面存档备份，存于） at University of Bristol

Template:膳食补充品
1. ↑  Steiber A, Kerner J, Hoppel C. . Mol. Aspects Med. 2004, 25 (5-6): 455–73. PMID 15363636. doi:10.1016/j.mam.2004.06.006.
2. ↑  A. J. Liedtke, S. H. Nellis, L. F. Whitesell and C. Q. Mahar. . Heart and Circulatory Physiology. 1 November 1982, 243 (5): H691–H697  [2010-07-04]. PMID 7137362. （原始内容存档于2009-04-01）.
3. ↑  Ford Vox. . CNN. 2016-03-11  [2016-03-11]. （原始内容存档于2021-03-10） （英语）.
4. ↑  .   [2011-02-27]. （原始内容存档于2016-12-14）.